# Idiocera angustissima
Idiocera angustissima är en tvåvingeart som först beskrevs av Alexander 1928.  Idiocera angustissima ingår i släktet Idiocera och familjen småharkrankar.
Artens utbredningsområde är Kuba. Inga underarter finns listade i Catalogue of Life.